# Kraftwerk Farge
Das Kraftwerk Farge ist ein stillgelegtes Kraftwerk der ONYX-Power Group im Norden von Bremen, Ortsteil Farge am Ufer der Weser. Im Lauf der Zeit entstanden hier viele Kraftwerksblöcke mit unterschiedlichen Leistungen. Heute verfügt das Kraftwerk über einen Steinkohleblock mit 350 Megawatt Nettoleistung.

## Betrieb

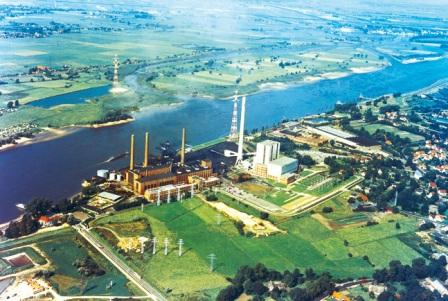
Kraftwerk Farge um 1970

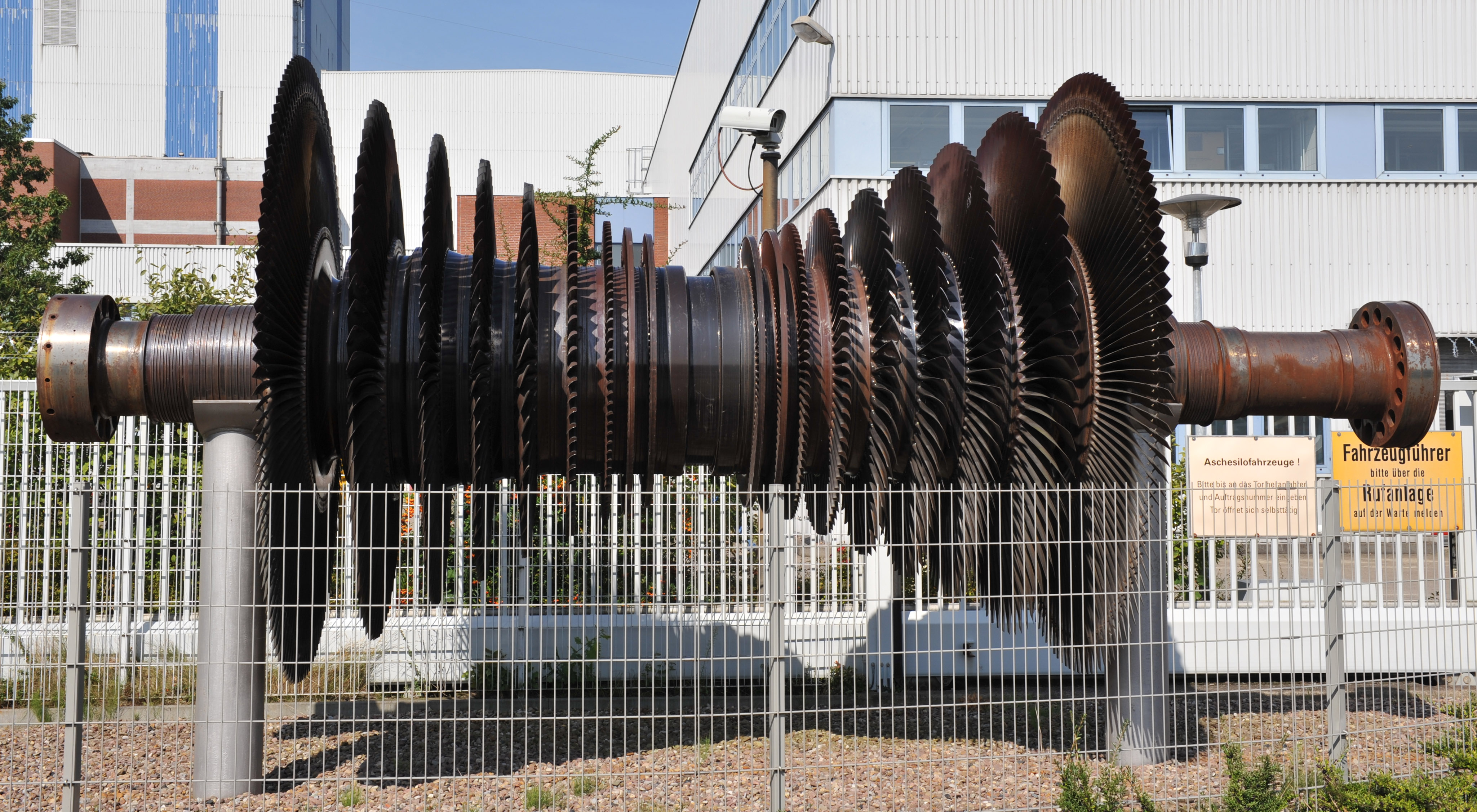
Alte Niederdruck-Turbine des Kraftwerkes Farge

Das Kraftwerk verfeuert etwa 700.000 Tonnen Steinkohle pro Jahr, die in vier Kohlemühlen zu Staub gemahlen und dann verbrannt werden. Der Brennstoffverbrauch liegt im Volllastbetrieb bei etwa 100 t/h.
Der Netzanschluss bestand auf der 220-kV-Höchstspannungsebene in das Netz des Übertragungsnetzbetreibers Tennet TSO. Die Freileitung über die Weser geführt.
Die Reststoffe der Rauchgasreinigung werden wiederverwertet:
- Getrocknete Nassasche wird als Zuschlagstoff im Straßenbau verwendet.
- Flugasche wird in der Bauindustrie als Betonzusatzstoff verwendet. 1999 wurde ein 70 Meter hohes Flugaschesilo errichtet, in dem bis zu 15.000 Tonnen Steinkohlenflugasche zwischengelagert wird. Das farbige Silo ist ein Erkennungszeichen des Kraftwerkes Farge.
- Gips wird ebenfalls in der Bauindustrie eingesetzt. Etwa zweimal im Monat holt ein Binnenschiff den produzierten Gips ab.[1]

1993 wurde in einer europaweiten Versuchsreihe im Farger Kraftwerk der Nachweis erbracht, dass Rückstandsschlamm aus Kläranlagen zusammen mit Kohle verbrannt werden kann. Die Klärschlammmitverbrennung wurde 2001 in Betrieb genommen. Heute werden die Reststoffe aus der benachbarten Farger Kläranlage unterirdisch zum Kraftwerk gepumpt, getrocknet und im Kohlekessel mit verbrannt.

### Versorgung mit Kohle
In den 1950er und 1960er Jahren wurde das Kraftwerk per Eisenbahn mit Kohle aus dem Rheinland versorgt. Seitdem deutsche Kohle auf dem Markt nicht mehr wettbewerbsfähig ist, wird Import-Kohle verwendet, welche bis 2013 in Nordenham auf ein Binnenschiff umgeladen und anschließend direkt zum Kraftwerk geliefert wurde. Von April 2013 bis Sommer 2014 wurde die Kohle mit Güterzügen von Wilhelmshaven aus angeliefert, seitdem wieder per Schiff, jeweils auf den aktuell kostengünstigsten Transportwegen
Der Seeweg Wilhelmshaven-Farge ist nicht mit Binnenschiffen befahrbar, hierfür müssten seetaugliche Küstenmotorschiffe eingesetzt werden, welche aber (ohne aufwändige Umbauten) zu groß für den Kraftwerksanleger in Farge sind.

### Stilllegung
Laut dem Stilllegungspfad Steinkohle gemäß § 32 KVBG (Stand Juli 2021) war als endgültiges Stilllegungsdatum für das Kraftwerk zunächst der 31. Oktober 2022 vorgesehen.
Aufgrund der durch den Krieg in der Ukraine verursachten Gasmangellage verabschiedete die Bundesregierung das Ersatzkraftwerkebereithaltungsgesetz, aufgrund dessen das Kraftwerk Farge zum 1. November 2022 zur Teilnahme am Strommarkt zurückkehrte und bis Ende März 2024 betrieben werden durfte. Die Tennet als Netzbetreiber stufte das Kraftwerk nicht als systemrelevant ein. Ein Schaden am Dampfkessel wurde aufgrund der anstehenden Abschaltung nicht mehr repariert, so dass das Kraftwerk schließlich am 22. Februar 2024 stillgelegt wurde.
Geplant ist, dass der Standort Farge zur Energieerzeugung z. B. aus Altholz durch die Onyx Power Group erhalten bleiben soll.

## Geschichte

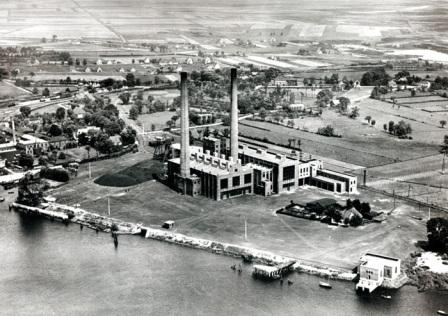
Kraftwerk Farge um 1930

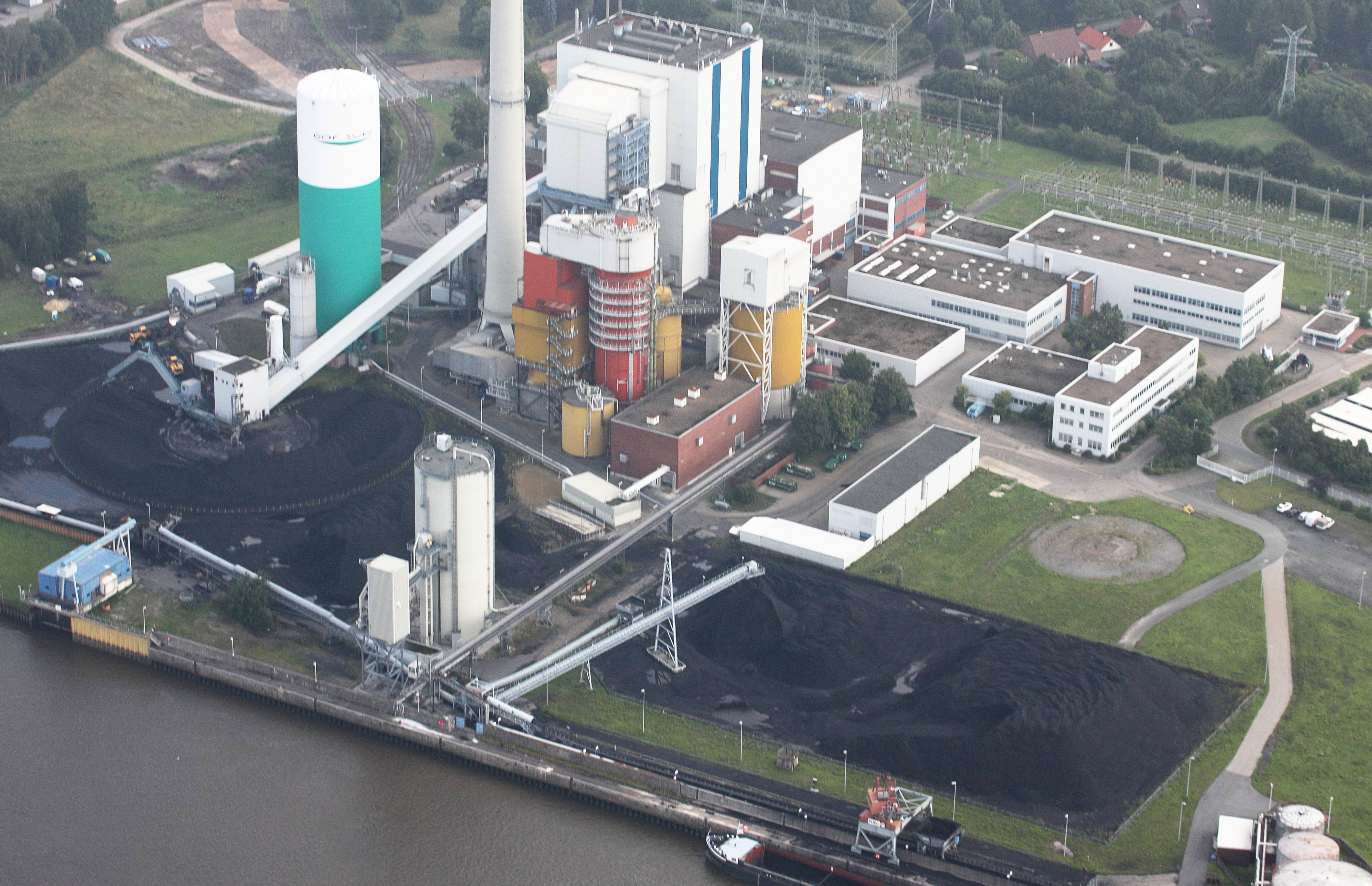
Kraftwerk Farge von oben (2012)

1924 nahm nach zweijähriger Bauzeit das Kraftwerk Farge – damals noch unter dem Namen Kraftwerk Unterweser – mit vier Dampfkesseln, einer 12.500 Kilowatt-Turbine und 41 Mann Belegschaft seinen Betrieb auf. Das Kraftwerk sollte den Strom für die Überlandgebiete zwischen der Elbe und der holländischen Grenze produzieren. Deshalb entstand gleichzeitig mit dem Kraftwerk zwischen Farge und Berne die 96 Meter hohe Hochspannungskreuzung über die Weser. Später verband diese 60-kV-Leitung das Kraftwerk Farge mit dem Torfkraftwerk Wiesmoor und über Kirchweyhe auch mit dem benachbarten Stromnetz der PreussenElektra. Weitere 60-kV-Leitungen führten von Farge über Wulsdorf nach Cuxhaven sowie Beckedorf, von wo aus die damals selbstständigen Städte Blumenthal, Vegesack und Osterholz versorgt wurden. Eine weitere 100-kV-Leitung führte von Farge in die Stadt Bremen.
Bereits 1926 brachte ein zweiter Turbosatz mit nochmals vier gleichen Kesseln das Werk auf die doppelte Leistung von 25 Megawatt. Es folgten weitere Aus- und Anbauten. In den 1950er Jahren betrug die Leistung des Kraftwerkes etwa 150 Megawatt. Es war damals eines der wenigen Großkraftwerke in Deutschland. 1967 wurde mit dem Bau eines neuen Kraftwerkblockes begonnen, der 1969 in Betrieb ging. Von 1985 bis 1990 wurde das Altwerk abgebaut.

## Eigentümer
1922 gründeten die Siemens Elektrische Betriebe AG (SEB) und die Schweizerische Gesellschaft für elektrische Industrie (Indelec – Société suisse d’Industrie électrique) die Kraftwerk Unterweser AG. Diese Gesellschaft gab den Bau eines Kraftwerkes in Farge in Auftrag. Keine zwei Jahre später verschmolz die Kraftwerk Unterweser AG mit der SEB, die sich 1925 aus dem Siemens-Firmenverbund löste. Die Aktienmehrheit übernahm der preußische Staat und das Unternehmen wurde in Nordwestdeutsche Kraftwerke AG (NWK) umbenannt. Die NWK erzeugte und lieferte Strom für den nordwestdeutschen Küstenraum zwischen den Niederlanden und Dänemark. Unter ihrer Regie wurde 1966 der Neubau des Blocks 1 in Farge gestartet.
Durch Zusammenschluss mehrerer preußischer Kraftwerksunternehmen wurde 1927 die Preußische Elektrizitäts AG (PreussenElektra) gegründet, die wiederum seit 1929 eine Tochter der Vereinigten Elektrizitäts- und Bergwerks AG (VEBA) war. Trotz der engen Verbundenheit und Zusammenarbeit wurden NWK und PreussenElektra erst 1985 verschmolzen. 2000 erfolgte die Fusion der VEBA mit der Vereinigte Industrieunternehmungen AG (VIAG) zur E.ON AG. Der Kraftwerksstandort Farge wurde dabei in die E.ON Kraftwerke GmbH eingegliedert.
2009 wurde das Kraftwerk Farge von der GDF-SUEZ-Gruppe (seit 2015 Engie) übernommen.
2019 erfolgte der Verkauf an die amerikanische Investmentgesellschaft Riverstone Holdings LLC.